# Nogueira (Puebla del Brollón)
Nogueira (llamada oficialmente A Nogueira) es una aldea española situada en la parroquia de Eixón, del municipio de Puebla del Brollón, en la provincia de Lugo, Galicia.

## Localización
Está situado a 362 metros de altitud, en el margen izquierdo del río Cabe, pocos metros al norte de Alende. 

## Demografía
| Gráfica de evolución demográfica de Nogueira entre 2000 y 2019 |
|                                                                |
| Datos según el nomenclátor publicado por el INE.               |